# Georges-Ernest d'Erbach-Wildenstein
Georges-Ernest, comte d'Erbach-Wildenstein (7 octobre 1629 – 25 août 1669), est un prince allemand membre de la Maison d'Erbach et dirigeant de Wildenstein, Kleinheubach und Breuberg.
Il est le troisième enfant et la deuxième (mais fils aîné survivant) de Georges-Albert Ier d'Erbach-Schönberg et de sa première épouse Madeleine, fille de Jean VI de Nassau-Dillenbourg.

## Biographie
Après la mort de son père en 1648, il règne conjointement avec ses demi-frères sur leurs domaines jusqu'en 1653, quand il cède Breuberg à Georges-Frédéric, mais sa mort prématurée lui permet de retrouver ce district. Comme ses trois demi-frères sont encore mineurs, Georges-Ernest continue à être seul maître jusqu'à sa mort.
À Fürstenau le 22 novembre 1656 Georges-Ernest se marie avec sa belle-tante. Charlotte Christiane (6 novembre 1625 – 13 août 1677), fille de Georges-Frédéric II de Hohenlohe-Waldenbourg-Schillingsfürst et son épouse Dorothée Sophie de Solms-Hohensolms. Ils n'ont pas d'enfants.
Georges-Ernest est décédé à Kleinheubach âgé de 39 ans. Parce qu'il est mort sans descendance, ses domaines passent à ses demi-frères, qui règnent conjointement jusqu'en 1672, quand ils divisent leurs terres entre eux.